# L'Éducation d'Henri IV
L'Éducation d’Henri IV est un tableau peint par Jean-Baptiste Mallet en 1817. Il est conservé au château de Pau. 

## Historique
Commandé par le ministère de l'Intérieur, le tableau est exposé pour la première fois au Salon de 1817.
En 2014, il est prêté au musée des beaux-arts de Lyon dans le cadre de l'exposition L'invention du passé. Histoires de cœur et d'épée en Europe, 1802-1850.